# Amazing Fantasy
Amazing Fantasy (рус. Удивительная фантазия; первые выпуски выходили под названием Amazing Adventures (рус. Удивительные приключения) и Amazing Adult Fantasy (рус. Удивительная взрослая фантазия)) — серия комиксов, которая издавалась Marvel Comics с 1961 по 1962 год, с 1995 по 1996 и с 2004 по 2006 (Vol. 2). Серия наиболее знаменита тем, что в ней впервые появился популярный супергерой комиксов Человек-паук. В 2021 году Amazing Fantasy 15 был продан за 3,6 миллиона, что сделало его самым дорогим комиксом в истории.

## История
Первые шесть выпусков серии Amazing Fantasy вышли под названием Amazing Adventures, первый выпуск которого вышел в июне 1961 года. Комиксы выходили в жанре научная фантастика и, начиная с седьмого выпуска (декабрь 1961 года), стали носить название Amazing Adult Fantasy (рус. Удивительная взрослая фантазия). На обложках был напечатан слоган: «The magazine that respects your intelligence» (рус. Журнал, который уважает ваш интеллект).
Начиная с 15 выпуска (август 1962 года) комикс был переименован в Amazing Fantasy. К этому времени комикс был раскритикован, в результате чего его производство собирались остановить. Издателю Мартину Гудману (англ. Martin Goodman) было нечего терять, и он согласился позволить Стэну Ли представить его нового супергероя — Человека-паука, который был бы тинэйджером с характерными для всех обычных людей проблемами. Продажи Amazing Fantasy #15 стали одними из самых больших, которые были у Marvel в то время, и почти сразу же про Человека-паука был запущен отдельный комикс — The Amazing Spider-Man, который продолжает выходить до сих пор.

### Продолжение выпуска в 1995
В 1995 году редактор Marvel Денни Фингерот (англ. Danny Fingeroth) решил, что между Amazing Fantasy #15 и The Amazing Spider-Man #1 существует недосказанный промежуток. Чтобы заполнить его, были выпущены Amazing Fantasy #16–18, написанные Куртом Бусиеком (англ. Kurt Busiek) и нарисованные Полом Ли (англ. Paul Lee).

### Перезапуск серии
В 2004 году серия была перезапущена и в ней было выпущено 20 номеров, в которых были представлены новые супергерои.

## Коллекционная значимость
Amazing Fantasy #15, будучи выпуском, в котором впервые появился один из самых популярных супергероев Marvel, Человек-паук, среди фанатов и коллекционеров считается одним из самых значимых и ценных.
В сентябре 2000 года комикс, качество которого было оценено CGC в 9,6 баллов из 10, был продан за 140 000 долларов. В октябре 2007 года копия в отличном состоянии была продана за 210 000 долларов на онлайн-аукционе ComicLink.com.
В марте 2011 года комикс, качество которого было оценено в 9,6 баллов из 10, был продан за 1 миллион 100 тысяч долларов, установив тем самым одну из самых высоких цен, когда-либо заплаченных за комикс, уступив Detective Comics #27 (первое появление Бэтмена) и Action Comics #1 (первое появление Супермена).
9 сентября 2021 года комикс Amazing Fantasy #15, продали на аукционе Heritage Auctions за рекордные $3,6 миллиона, что сделало его самым дорогим комиксом в истории. Компания CGC Comics оценила состояние комикса в 9,6 из 10 баллов. Организаторы аукциона подчеркнули, что изданий в таком состоянии осталось всего четыре во всём мире.